# パーンバン橋

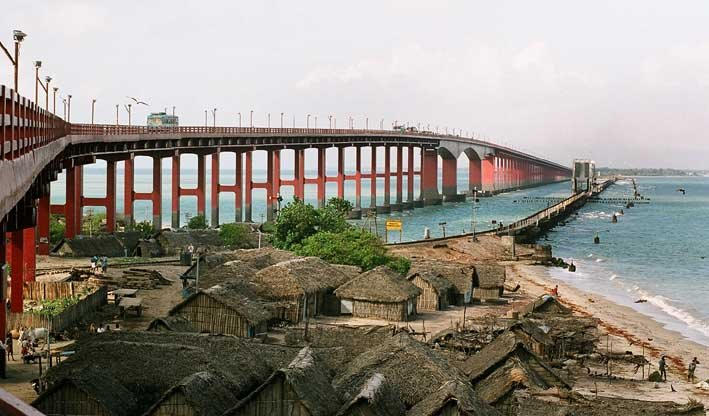
パーンバン道路橋と鉄道橋

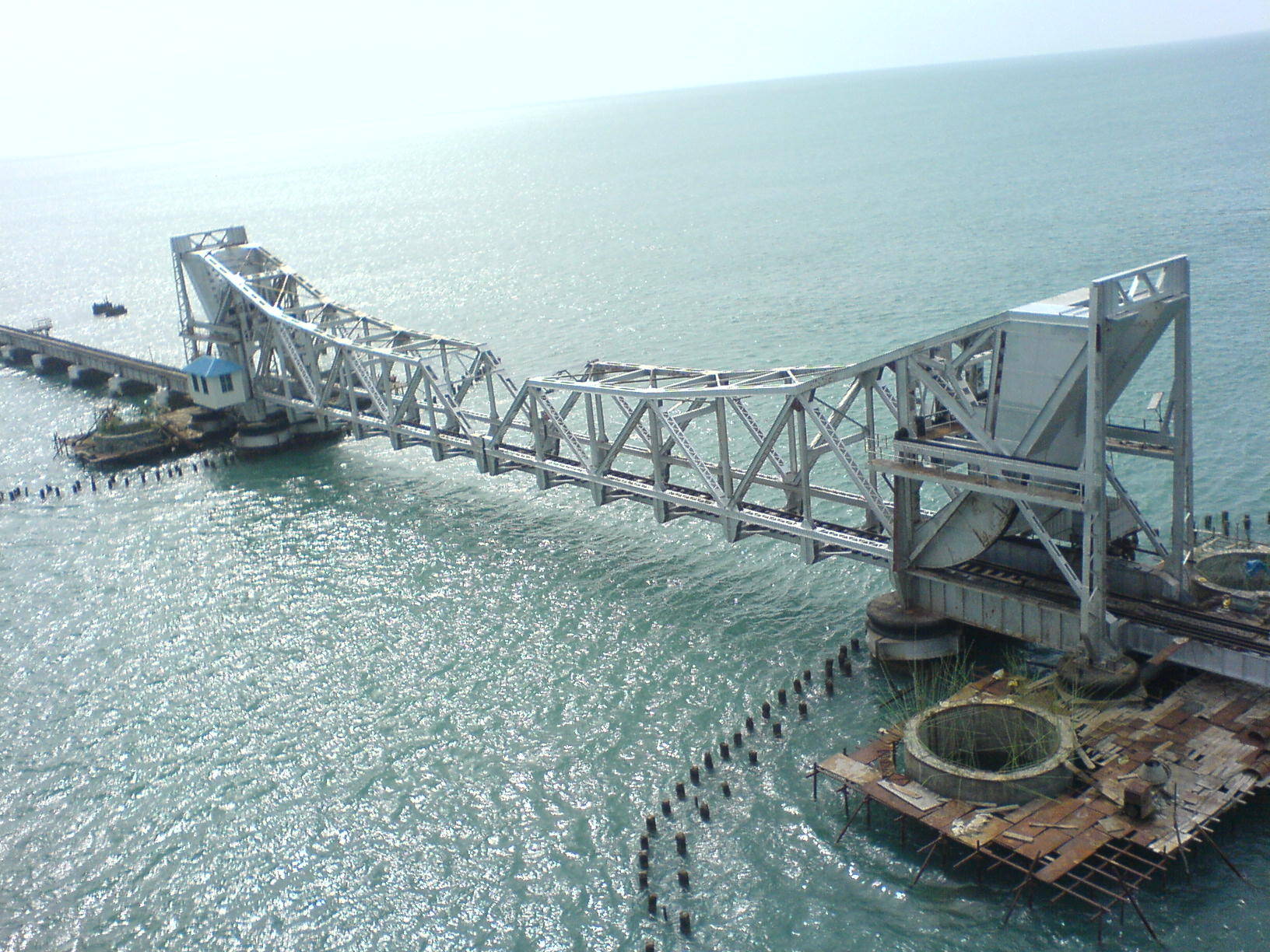
パーンバン鉄道橋の可動橋部分

パーンバン橋（英語: Pamban Bridge、タミル語: பாம்பன் பாலம்）は、ポーク海峡を渡り、インド本土とタミル・ナードゥ州のラーメーシュワラムとを結ぶ橋梁である。道路橋と鉄道橋とを指すが、後者を意味する場合が多い。鉄道橋は長さ2065mであり、インドで最初の海上橋である。2009年にムンバイの近郊に高速道路橋であるバンドラ・ウォーリ・シーリンク（長さ約2.3km）が開通するまでは、インドの海上橋としては、第1位の長さであった。
鉄道橋は1914年に供用を開始した。現在も機能する2分割の片持ち式の長さ67mの跳開橋部分があり、跳ね上げて橋の下に船を通すことができる。
この橋は1964年12月にサイクロンにより破壊された。復旧には6ヶ月を要するとの政府の見通しであったが、のちにデリー・メトロの常務理事となった E.スリーダラン技師の指揮のもと、46日間で列車運行の再開にこぎつけた。
この鉄道橋は元来、軌間1000mmの狭軌列車用であったが、2007年8月12日にインド鉄道により軌間1676mmへの改軌が完了した。最近まで跳開橋部分は、人力によるてこの操作により開閉していた。貨物船、沿岸警備隊の巡視船、漁船、タンカーなどが1ヶ月に約10隻通過する。鉄道橋の南側の、より高い位置にある道路橋からは、連なる島々と眼下に並行する鉄道橋とを望むことができる。
道路橋は、1988年に完成した2車線のプレストレスト・コンクリート橋で、正式にはアンナイ・インディラ・ガンジー橋と呼ばれ、最大スパンは115mである。